# Mitteldeutsche Stahlwerke

Aktie über 100 RM der Mitteldeutschen Stahlwerke AG vom Januar 1927

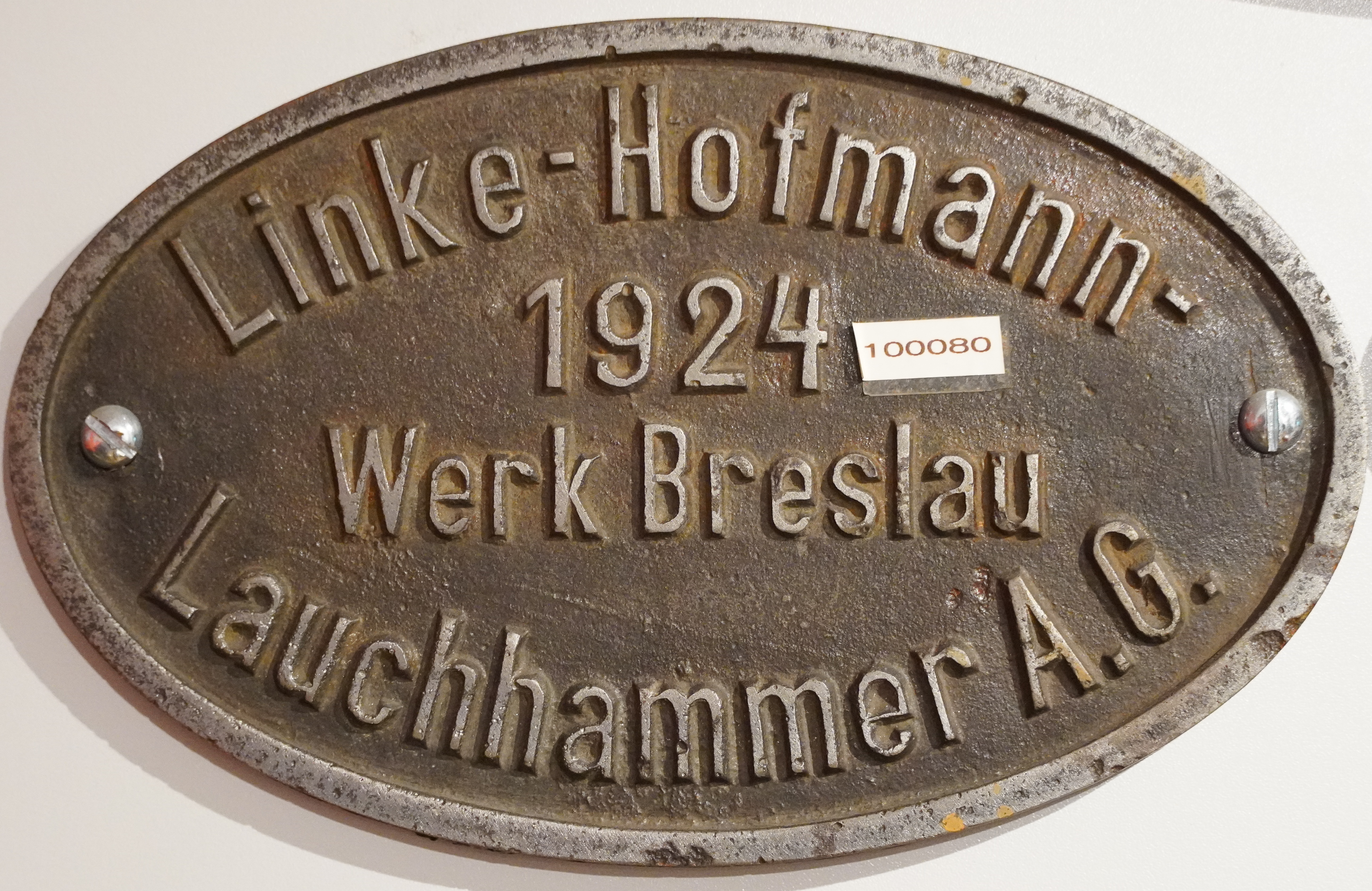
Fabriksschild

Die Mitteldeutsche Stahlwerke AG (1926 bis 1945), auch als Mittelstahl bekannt, in Riesa, später in Berlin, waren ein Stahlhütten-Konglomerat, welches zur überwiegenden Zeit im Besitz von Friedrich Flick war.

## Geschichte

### Entstehung von mitteldeutschen Stahlwerken im 20. Jahrhundert
Nachdem sich Friedrich Flick im Siegerland rund um die Charlottenhütte ein Stahlimperium zusammengekauft hatte, griff er im Jahre 1918 die Ruhr-Stahlbarone August Thyssen und Peter Klöckner frontal an, indem er Aktien der Ruhrzeche Königsborn sowie Aktien der Eisenwerke in Geisweid aufkaufte. Die beiden – sowie kurz darauf auch Otto Wolff – wehrten sich allerdings erfolgreich und zwangen Friedrich Flick zur Abgabe dieser Aktien.
Nach dieser Niederlage entschloss sich Friedrich Flick zum Kauf von Stahlunternehmen und Hütten im damaligen Mitteldeutschland sowie in Oberschlesien. So kaufte er Anfang der 1920er Jahre große Anteile der Bismarckhütte (im Sommer 1920), der Kattowitzer AG für Bergbau und Eisenhüttenbetrieb (Ende 1921) sowie der Oberschlesischen Eisenindustrie AG auf.
Bereits am 13. Juni 1922 beschloss die Generalversammlung der Aktiengesellschaft Lauchhammer die Zusammenlegung der Gesellschaft mit den Linke-Hofmann-Werken in Breslau zur Linke-Hofmann-Lauchhammer AG mit der Zentrale in Breslau. 1926 erwarb die Aktiengesellschaft für Hüttenindustrie in Berlin, die sich im Besitz von Friedrich Flick befand, mehrere Werke der Linke-Hofmann-Lauchhammer AG. Diese Übernahmen erfolgten mit geheimer Unterstützung des kaufmännischen Direktors Möller der Linke-Hofmann-Lauchhammer-Werke in Sachsen.

### Vereinigte Stahlwerke
Im Jahre 1926 gab es in der deutschen Stahlindustrie eine Absatzkrise. Infolgedessen legten die größten Stahlbosse ihre Unternehmen zusammen und gründeten die Vereinigte Stahlwerke AG (kurz: Stahlverein). Diese neue große Aktiengesellschaft verfügte über 50 Prozent der Stahl- und 20 Prozent der Kohle-Kapazitäten in gesamt Deutschland. Auch Flick brachte einen Teil seiner Betriebsanlagen ein, lediglich die Charlottenhütte blieb in seinem Privatbesitz.
Im November 1926 wurde der Konzern rund um die Linke-Hofmann-Lauchhammer-Werke sowie die Aktiengesellschaft für Hüttenindustrie in Mitteldeutsche Stahlwerke AG (kurz: Mittelstahl) mit Sitz in Riesa umbenannt. Am 13. März 1931 wurde der Sitz der Gesellschaft von Riesa nach Berlin verlegt, da sich dort die Börse sowie die wesentlichen Banken, Politiker und Parteien befanden. Mit Hilfe der Danat-Bank erwarb Flick bzw. seine Holdinggesellschaft Charlottenhütte dann die Mehrheit der Aktien der Gelsenkirchener Bergwerksgesellschaft und der Phoenix AG (beides Gründerkonzerne des „Stahlvereins“) und Flick brachte damit den „Stahlverein“ selbst, das wichtigste europäische Montanunternehmen, unter seine Kontrolle.

### Maxhütte
Am 29. September 1929 übernahm die Charlottenhütte die Mehrheit an der Maxhütte und sicherte sich damit strategisch wichtige Erzvorkommen. 1930 wiederum trennte Flick die Aktienmehrheit der Mitteldeutschen Stahlwerke von den Vereinigten Stahlwerken ab. Die Mitteldeutschen Stahlwerke (kurz: Mittelstahl) wurden von der Maxhütte im bayerischen Rosenberg mit ihrem Thüringer Zweigwerk Unterwellenborn erworben und dann an die Charlottenhütte weitergereicht. Zudem erwarb Flick die Mehrheit der Bautzener Waggon- und Maschinenfabrik.

### Nationalsozialismus
Nach langen Verhandlungen über mehrere Jahre hinweg kauften die Mitteldeutschen Stahlwerke am 20. Mai 1933 über die Beteiligung Maximilianshütte die Allgemeine Transportanlagen-Gesellschaft (ATG), die nach dem Ersten Weltkrieg aus den Deutschen Flugzeug-Werken hervorgegangen war. Im März 1933 wurde den Nationalsozialisten und ihren Verbündeten durch das Ermächtigungsgesetz die Macht übertragen (Kabinett Hitler, bestehend aus NSDAP, DNVP und Stahlhelm). Aufgrund dessen sandte Flick im April 1933 den damaligen Aufsichtsratsvorsitzenden der Mitteldeutschen Stahlwerke, Heinrich Koppenberg, in das Reichsluftfahrtministerium. Dort wurden ihm größere Aufträge in Aussicht gestellt. Im November 1933 warb die Mittelstahl-Gruppe in einer zwanzigseitigen Denkschrift beim Reichswehrministerium um Rüstungsaufträge. Am 5. Dezember 1933 empfing Flick den Reichswehrminister Werner von Blomberg und weitere Herren vom Reichswehrministerium in Lauchhammer und pries in einer Rede seine Mitteldeutschen Stahlwerke als besonderes geeignet für die Rüstungsproduktion, da sie im „A-Fall“ militärisch nicht gefährdet und unabhängig in ihrer Rohstoffversorgung seien. Des Weiteren dankte er den Generälen für das Vertrauen und versicherte ihnen alles zu tun die gestellten Aufgaben nach besten Kräften zu erfüllen. Damit war nach Einschätzung von Günter Ogger unmissverständlich klar, wie Flick den politischen Kurs der Nazis einschätzte, „A-Fall“ bedeutete nichts anderes als Krieg. Im März 1934 erfolgten Aufträge für die Herstellung von Bomben, Granaten und Munition. Schätzungsweise 80.000 bis 100.000 Zwangsarbeiter sind im Laufe des Krieges im Flick-Konzern beschäftigt. 1934 wurden die Mitteldeutsche Stahlwerke AG Mitglied in der „Pflichtgemeinschaft in der Braunkohlenwirtschaft“ und damit Gründungsunternehmen der BRABAG. Im selben Jahr wurde wiederum die Siegener Eisenindustrie AG (inklusive der ehemaligen Charlottenhütte) in die Firmen Mittelstahl, Maxhütte und Harpener Bergbau AG überführt. Im Dezember 1937 wurde der Aufbau der Luftwaffe beschlossen und die zu Mittelstahl gehörende ATG erhielt die ersten Aufträge für den Bau von Flugzeugen.
Am 10. Juli 1937 wurde die Zentrale des Konzerns in die Personalgesellschaft Mitteldeutsche Stahl- und Walzwerke Friedrich Flick Kommanditgesellschaft (kurz: Friedrich Flick KG) überführt und dabei die Mitteldeutsche Stahlwerke AG in eine GmbH umgewandelt. Zu dieser Zeit waren 85.000 Menschen im Konzern tätig. Die Gruppe Mittelstahl-Maxhütte war Mitte der 30er Jahre nach dem Stahlverein und Krupp der drittgrößte Rohstahlproduzent im nationalsozialistischen Deutschen Reich. Neben den ostdeutschen Werken in Brandenburg/Havel, Gröditz, Hennigsdorf bei Berlin, Lauchhammer, Riesa und Freital zählten auch die oberschlesischen Beteiligungen zum Konzern der Mitteldeutschen Stahlwerke.
Im Zusammenhang mit der Gründung der Reichswerke Hermann Göring (1937) musste Flick unter anderem einige Erzgruben der Maxhütte sowie der Harpener Bergbau AG abgeben. Im Gegenzug konnte Flick durch zwei Kaufgeschäfte in Anhalt und in der Niederlausitz die Braunkohlengruben aus dem Besitz der Prager Familie Petschek erwerben. Da es sich um Juden handelte, erfolgten diese Verkäufe der Familie Petschek nicht freiwillig. Wie alle großen Stahlunternehmen wurden auch die Mitteldeutschen Stahlwerke vom Deutschen Reich unter den Nationalsozialisten (NSDAP) in die Produktion und Aufrüstung stark integriert. Der Besitzer Friedrich Flick förderte dieses zudem aktiv mit. Bereits 1934 trat Flick dem Freundeskreis Reichsführer SS von Heinrich Himmler bei. Dessen Mitglieder unterstützten Himmler an der Schnittstelle zwischen Privatwirtschaft und Staat. Friedrich Flick spendete jährlich rund 100.000 Mark an diese Vereinigung und trat 1937 trat der NSDAP bei.

### Nachkriegszeit
Nach Beendigung des Zweiten Weltkrieges wurden zahlreiche Stahl- und Walzwerke der Mitteldeutsche Stahlwerke gemäß dem Potsdamer Abkommen zu großen Teilen demontiert. Im Laufe der folgenden Jahre (ab 1947) konnten einige dieser Stahl- und Walzwerke als volkseigene Betriebe (VEB) in der DDR wieder aufgebaut werden. Zu DDR-Zeiten war allein das Stahlwerk Riesa mit 13.000 Beschäftigten das größte metallurgische Kombinat dieser Republik.
Nach der Wiedervereinigung am 3. Oktober 1990 wurden Teile der ehemaligen Mitteldeutschen Stahlwerke wie die Brandenburger Elektrostahlwerke GmbH (B.E.S.) sowie die Hennigsdorfer Elektrostahlwerke GmbH (H.E.S.) im Mai 1992 durch die Treuhandanstalt in Berlin nach einem öffentlichen Bieterverfahren an den italienischen Riva-Konzern verkauft.